# General der Luftnachrichten-Ausbildung
General der Luftnachrichten-Ausbildung, auch Kommandierender General der Luftnachrichten-Ausbildung, war eine Dienststelle innerhalb der deutschen Luftwaffe.
Ende 1944 wurde die Dienststelle eingerichtet und Generalleutnant Wilhelm Haenschke zum General der Ln-Ausbildung ernannt. Mitte März 1945 waren der Dienststelle die Luftnachrichten-Schul-Division (sämtliche Ln-Schulen) und die Luftnachrichten-Ausbildungs- und Ersatz-Division (aus vier Regimentern gebildet, unter dem Kommando von Generalmajor Paul Overdyck) unterstellt.
Haenschke blieb bis Ende April 1945 in dieser Dienststellung. 